# 84 Aquarii
84 Aquarii, som är stjärnans Flamsteed-beteckning, är en ensam stjärna belägen i den mellersta delen av stjärnbilden Vattumannen. Den har en kombinerad skenbar magnitud på 7,09 och kräver åtminstone en handkikare för att kunna observeras. Baserat på parallaxmätning inom Hipparcosuppdraget på ca 1,80 mas, beräknas den befinna sig på ett avstånd på ca 1 812 ljusår (ca 555 parsek) från solen. Den rör sig närmare solen med en heliocentrisk radialhastighet på ca –25 km/s.

## Egenskaper
84 Aquarii är en gul till vit jättestjärna av spektralklass G8 III, Den har en radie som är ca 33 gånger större än solens och en effektiv temperatur av ca 4 500 K.